# Festival international du film de Montréal
Ne doit pas être confondu avec Festival international de films de Montréal ou Festival des films du monde de Montréal.
Le Festival international du film de Montréal est le tout premier festival de cinéma au Québec non compétitif.  Il a été un événement marquant  dans la culture cinématographique québécoise de 1960 à 1967. Il prit fin en 1967 après sa dernière programmation lors de l'Expo 67 à la suite de nombreux débats politiques et idéologiques du festival. Il a été dirigé par plusieurs artisans responsables de l'essor artistique et cinématographique au Québec durant les années 1950-60 dont Guy L. Côté, Pierre Juneau, Claude Sylvestre et Rock Demers.
Le Festival international du film de Montréal engendra le Festival du cinéma canadien de 1963 à 1967, un volet compétitif qui récompensa les artisans du cinéma canadien.
Le Festival international du film de Montréal fut un des événements, parmi tant d'autres, qui contribuèrent à l'affirmation d'une industrie cinématographique québécoise. C'est d'ailleurs durant ces années que fut fondé l'institution Connaissance du Cinéma, aujourd'hui connu sous le nom de Cinémathèque québécoise.
À ne pas confondre avec le Festival international de films de Montréal (ou FIFM 2005). Ce dernier fut un festival de cinéma québécois organisé par la firme Spectra et qui dura seulement un an (18 au 25 septembre 2005) à cause des malentendus dans le milieu des festivals de cinéma québécois.

## Histoire

### Genèse et début
En 1958, à Montréal, a lieu du 3 au 9 novembre la Semaine du film français au St-Denis et au théâtre de la Comédie-Canadienne. Organisé par l'Unifrance Films un organisme du ministère de la culture de France, la programmation projettent huit longs-métrages dont Maxime d'Henri Verneuil qui fut la première mondiale, Ascenseur pour l'échafaud de Louis Malle, Celui qui doit mourir de Jules Dassin et Mon oncle de Jacques Tati. Les stars du cinéma français tels que René Clair, Charles Vanel, Louis Malle, Jacques Tati et plusieurs autres furent présents à Montréal lors de l'événement. La Semaine du film français provoqua de nombreux commérages dans les médias puisque le film Maxime d'Henri Verneuil fut coupé de quarante minutes par le Bureau de la censure. Le film Les Amants de Montparnasse de Jacques Becker subit également de la censure. Dans son autobiographie, Jean Pierre Lefebvre se remémore: « Le cas le plus drôle est celui de Montparnasse 19, [...] avant une scène où l’on voit Modigliani et sa maîtresse habitant sous le même toit, on fit rajouter un intertitre indiquant qu’ils s’étaient mariés devant Dieu et les hommes. Oh ! Sainte Anasthasie, patronne des censeurs ! »
Avant l'avènement du Festival international du film de Montréal, les ciné-clubs étaient les seuls lieux de rassemblement disponibles pour visionner le cinéma étranger cependant les œuvres projetées n'étaient jamais des primeurs.
Pierre Juneau faisant partie du comité d'organisation de la Semaine du film français eut alors l'idée, avec Fernand Cadieux, de fonder un festival de film à Montréal où il n'y aurait aucune censure et que des primeurs. Grâce à l'appui de Jacques Nicaud, un promoteur français rencontré lors de la Semaine du film français et grâce au financement de son ami Robert Letendre de la Société des festivals de Montréal, soit une modique somme de 5 000 $, le Festival international du film de Montréal voit le jour.
Guy L. Coté, Pierre Juneau, Marc Lalonde (alors avocat), Claude Sylvestre et le sociologue Fernand Cadieux formèrent le premier conseil d'administration. Jacques Lamoureux, Arthur Lamothe, Germain Cadieux et Jean-François Pelletier étaient à la barre du comité d'organisation. Rock Demers et Robert Daudelin s'ajoutèrent à l'équipe par la suite.
Grâce à un accord avec le Bureau de la censure, le Festival peut projeter tous les films dans leur intégralité à la condition qu'ils soient réévalués avant leur diffusion dans le circuit commercial. L'objectif premier est de présenter aux citadins de Montréal le meilleur du cinéma mondial et aussi d'inviter les cinéastes de renom à visionner le cinéma québécois.
«Il fallait casser la censure. Ouvrir les portes. Il fallait à l'évidence quelque chose de très fort pour y arriver. Et le Festival me semblait l'instrument idéal pour ce faire.» se souvient Guy L. Côté.
Après les projections, journalistes et cinéphiles se réunifièrent au Café Bar du Kino club de l'Hôtel Windsor pour engendrer avec les artisans des discussions sur le cinéma.

### 1reédition- 12 au 18 août 1960

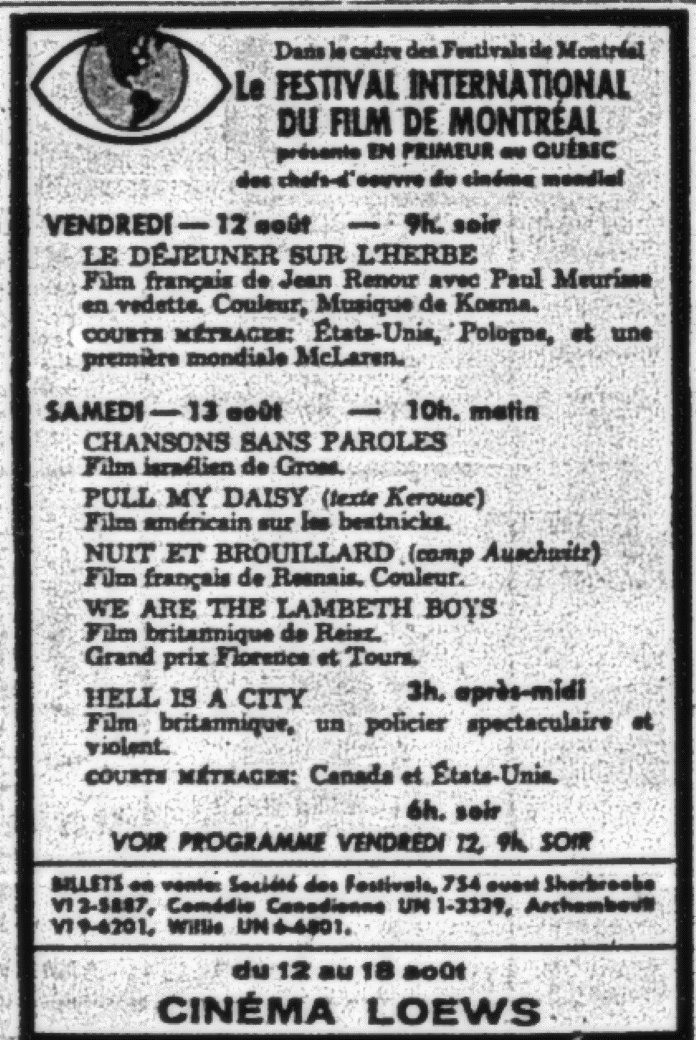
Publicité du FIFM tirée du journal La Presse.

La première édition du Festival international du film de Montréal (FIFM) eut lieu du 12 au 18 août 1960 au cinéma Loew's à Montréal. Le Festival était non compétitif.
Filmographie partielle : 
- Le Déjeuner sur l'herbe de Jean Renoir
- Chansons sans paroles de Yoram Gross
- Pull My Daisy de Robert Frank (photographe)
- Nuit et Brouillard (film) de Alain Resnais
- We are the Lambeth Boys de Karel Reisz
- Il generale della Rovere de Roberto Rossellini
- Cendres et Diamants de Andrzej Wajda
- Les Raquetteurs de Michel Brault et Gilles Groulx
- Nazarin de Luis Buñuel
- Ali and the Camel de Henry Geddes (Première mondiale)
- The Little Island de Richard Williams (animateur)
- Between the Tides de Ralph Keene
- The Door in the Wall de Glenn H. Alvey Jr.
- La Forteresse cachée de Akira Kurosawa
- Cerf-volant du bout du monde de Roger Pigaut
- Le Monde d'Apu de Satyajit Ray
- Pickpocket (film) de Robert Bresson
- Hiroshima mon amour d'Alain Resnais
- Jazz on a Summer’s Day de Aram Avakian et Bert Stern

### 2eédition- Du 11 au 17 août 1961
La deuxième édition se déroula du 11 au 17 août 1961 au cinéma Loew's à Montréal. Le producteur Rock Demers s'ajoute au comité d'organisation. De plus, la deuxième édition souligne l'ajout du volet consacré au film scientifique et pédagogique.
Filmographie partielle:
- La notte de Michelangelo Antonioni
- L'avventura de Michelangelo Antonioni
- La dolce vita de Federico Fellini
- Lola de Jacques Demy (film d'ouverture)
- La Pyramide humaine de Jean Rouch
- Chronique d'un été de Jean Rouch et Edgar Morin
- Amélie ou le temps d'aimer de Michel Drach
- La Jeune Fille de Luis Buñuel
- The concrete jungle de Joseph Losey
- La Main dans le piège de Leopoldo Torre Nilsson
- Romeo, Julie a tma de Jiří Weiss
- La Ballade du soldat de Grigori Tchoukhraï
- Panique dans un train de Kazimierz Kutz
- IBM Mathematics Peep Show de Charles et Ray Eames (cm) - Prix du Festival international du film de Montréal 1961

### 3eédition- 1962- Présentation de courts-métrages canadiens
La troisième édition se déroula pendant une semaine au mois d'août en 1962. Pour la première fois, une sélection de courts métrages canadiens sont présentés.
Filmographie partielle :
- Courts métrages canadiens[6]
  - Ronde carrée de René Jodoin
  - Patinoire[7] de Gilles Carle
  - Printemps de René Bail
  - Lonely Boy (en)[8] de Roman Kroitor et Wolf Koenig (en)
  - Very Nice, Very Nice[9] d'Arthur Lipsett
  - Jour après jour[10] de Clément Perron

### 4eédition- 1963- Intégration du Festival du cinéma canadien
Dans le cadre du Festival international du film de Montréal et profitant du même système d'organisation, le Festival du cinéma canadien est créé. Il s'agit d'un volet compétitif organisé à l'intérieur du FIFM récompensant les longs et courts métrages canadiens. Les membres du jury sont composés exclusivement d'étrangers invités dans le cadre du Festival international du film de Montréal. Ces derniers valorisent le cinéma non conventionnel pour son esthétique et ses thèmes culturels.
Le film À tout prendre de Claude Jutra est présenté pour la première fois le 10 août 1963. Complété dans les jours qui précèdent le festival, le film remporte le Grand Prix du jury du Festival du cinéma canadien.
La quatrième édition du Festival international du film sera la première a duré plus de 10 jours et non 7.[pas clair]
Filmographie partielle:
- Le Guépard de Luchino Visconti (film d'ouverture)
- Procès de Jeanne d'Arc de Robert Bresson
- La Vie criminelle d'Archibald de la Cruz de Luis Buñuel
- L'Ange exterminateur de Luis Buñuel
- L'Éclipse de Michelangelo Antonioni
- Hara-kiri de Masaki Kobayashi
- Neuf jours d'une année de Mikhaïl Romm
- Le Goût du saké de Yasujirō Ozu
- Bandits à Orgosolo de Vittorio De Seta
- Salvatore Giuliano de Francesco Rosi
- Luciano, une vita bruciata de Gian Vittorio Baldi
- Hallelujah les collines de Adolfas Mekas
- Le Prix d'un homme de Lindsay Anderson
- Jane de Richard Leacock
- The chair de Robert Drew
- Pitfall de Hiroshi Teshigahara
- L'Enfance d'Ivan de Andreï Tarkovski
- Le Couteau dans l'eau de Roman Polanski
- Le Signe du Lion d'Éric Rohmer
- Les Carabiniers de Jean-Luc Godard
- Le Petit Soldat de Jean-Luc Godard

#### Lauréats de la1reéditiondu Festival du cinéma canadien
- Grand Prix: À tout prendre[12] de Claude Jutra
- Prix spécial du jury: Pour la suite du monde[13] de Pierre Perrault et Michel Brault
- Grand Prix du court métrage: Bûcherons de la Manouane d'Arthur Lamothe
- Prix spéciaux pour des courts métrages: The Most de Gordon Sheppard, Au plus petit d'entre nous de Camil Adams, Le Chat ici et là de Cioni Carpi.

### 5eédition- 1964

#### Lauréats de la2eéditiondu Festival du cinéma canadien
- Grand Prix: Le chat dans le sac de Gilles Groulx
- Mention: Trouble-fête de Pierre Patry
- Grand Prix du court métrage (ex æquo): Parallèles et grand soleil de Jean Dansereau et The Hutterites[14] de Colin Low
- Mentions: Free Fall[15] d'Arthur Lipsett, Percé on the rocks[16] de Gilles Carle

### 6eédition- 1965

#### Lauréats de la3eéditiondu Festival du cinéma canadien
- Grand Prix : La vie heureuse de Léopold Z[17]. de Gilles Carle
- Mention : Sweet Substitute de Larry Kent
- Grand Prix du court-métrage : Phoebe de George Kaczender
- Mentions : Stravinsky[18] de Roman Kroitor et Wolf Koenig (en); Summer in Mississippi de Beryl Fox (en) ; 60 cycles[19] de Jean-Claude Labrecque

### 7eédition- 1966

#### Lauréats de la4eéditiondu Festival du cinéma canadien
- Aucun film ne reçoit le Grand Prix, alors qu'il y a en compétition: 
  - Don't forget to wipe the blood off de George McCowan;
  - Lydia de Cedric d'Ailly,
  - YUL 871[20] de Jacques Godbout,
  - When tomorrow dies de Larry Kent,
  - Les plans mystérieux de Roger Laliberté.
- Prix spécial du jury: Winter Kept Us Warm (en) de David Secter (en)
- Grand prix du court métrage: On sait où entrer Tony, mais c'est les notes de Claude Fournier
- Mentions: Notes for a film about Donna and Gail de Don Owen et Revival de Donald Shebib

### 8eédition- 1967- Du 4 août au 10 août 1967
La 8e édition du Festival international du film de Montréal (FIFM) fut la dernière. Elle se déroula en même temps que l'Exposition universelle de 1967 à Montréal. Alors que les sept premières éditions se déroulèrent au Cinéma Loews au centre-ville, celle-ci se déroula à l'Expo-théâtre. La grande première du film Bonnie and Clyde inaugure la huitième édition du Festival. Arthur Penn était présent.

#### Lauréats de la5eéditiondu Festival du cinéma canadien
Grand Prix du Jury (ex-aequo): Il ne faut pas mourir pour ça de Jean Pierre Lefebvre et Warrendale d'Allan King.
Lefebvre et King décidèrent de partager la bourse avec les autres concurrents qui étaient: 
- Entre la mer et l'eau douce de Michel Brault
- High de Larry Kent
- Le Règne du jour de Pierre Perrault

Grand Prix du court-métrage: Chantal: en vrac, de Jacques Leduc

## Fin du Festival
Après huit années, le comité du Festival international du film de Montréal se dissocie. La fin abrupte de ce festival serait causée par un conflit d'opinion à l'intérieur du conseil d'administration. Pierre Juneau raconte : « Mais on sentait qu’il y avait des tensions et que c’était devenu désagréable. Comme nous étions occupés à d’autres choses, on a dit "nous on s’en va" et le Festival a disparu. » Guy L. Côté conclut : « À partir de 1968, le monde cinématographique était constitué et on pouvait se passer du Festival. Il n’y a pas d’amertume. Le bilan était positif et les objectifs que nous avions définis en 1959 avaient été atteints ».

## Impact du FIFM
Après huit éditions du Festival international du film de Montréal, le paysage cinématographique québécois a beaucoup changé. Durant ces années, plusieurs cinéastes québécois sortis de l'ONF ont réalisé leurs premiers longs métrages tels que Gilles Groulx, Claude Jutra et Gilles Carle. Le Festival du cinéma canadien a donné la chance aux artisans de présenter leurs œuvres à la presse internationale.
En 2010, la Cinémathèque québécoise lance une programmation célébrant les cinquante ans du Festival International du Film. L'événement a lieu du 2 au 18 juin. La programmation ne contenait que des œuvres ayant été présentées originellement dans les éditions de 1960 à 1967. Pierre Juneau et Rock Demers étaient parmi ceux invités à présenter les films.